# Interstate 27

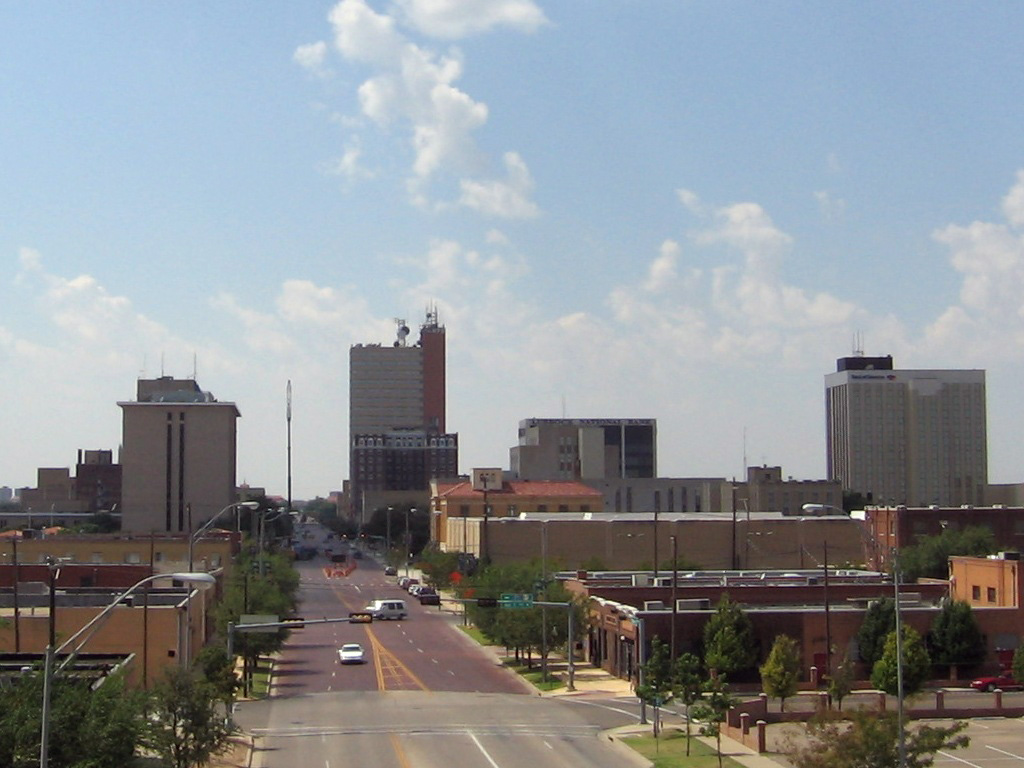
I-27 in Lubbock

Die Interstate 27 (kurz I-27) ist ein Interstate Highway in den Vereinigten Staaten. Sie beginnt an der Interstate 40 bei Amarillo und endet am U.S. Highway 87 in Lubbock. Die I-27 wird bei Amarillo auch Canyon Expressway genannt.

## Wichtige Städte
- Lubbock
- Plainview
- Tulia
- Canyon
- Amarillo